# Heteragrion freddiemercuryi
Heteragrion freddiemercuryi é uma das espécies de libélulas pertencentes ao gênero Heteragrion. 
Pertencente à subordem Zygoptera, este inseto foi descrito pela primeira vez em 2013  e recebeu sua nomenclatura binomial em homenagem ao cantor e compositor Freddie Mercury. Outros três insetos da mesma ordem descobertos na mesma pesquisa também receberam nomes científicos homenageando os demais integrantes da banda de rock britânica Queen. Estas espécies foram denominadas Heteragrion brianmayi, em homenagem à Brian May; Heteragrion rogertaylori, homenageando Roger Taylor; e  Heteragrion johndeaconi, como homenagem à John Deacon.

## Descrição e Habitat
Os insetos da espécie Heteragrion freddiemercuryi consistem em pequenas libélulas endêmicas do Brasil, habitando sobretudo setores próximos à Serra do Mar. Embora também seja encontrada em áreas litorâneas, parecem ter predileção por habitar terrenos mais elevados.